# Грамолина, Наталья Николаевна
Наталья Николаевна Грамолина (урождённая Поникарова; 4 мая 1940, Москва, СССР — 18 октября 2020, Поленово, Тульская область, Россия) — советский и российский музеолог, куратор выставок, Заслуженный работник культуры РСФСР (1991), директор Государственного мемориального историко-художественного и природного музея заповедника В. Д. Поленова (1990—2011), член Комитета по культуре Общественной палаты РФ (2014—2017), Член Президиума Международного Совета музеев (ИКОМ России, с 2019 года), учредитель Ассоциации музейных работников регионов России, член Правления Фонда возвращения и сохранения культурно-исторических ценностей России им. В. Д. Поленова, член Большого учёного совета Государственного историко-художественного и литературного музея-заповедника «Абрамцево». Вдова Фёдора Дмитриевича Поленова, внука художника-передвижника Василия Поленова. Дочь — Наталья Фёдоровна Поленова.

## Биография
Родилась в семье архитекторов. В 1964 году окончила филологический факультет МГУ им. Ломоносова по специальности «Русский язык и литература». Ещё будучи студенткой, на лето уезжала работать в «Мураново» — музей-заповедник имени Ф. И. Тютчева в Подмосковье, с 1959 года по 1970 год была старшим научным сотрудником музея. Приняла участие в составлении сборника Ф. И. Тютчева, вышедшего в серии «Литературные памятники», в частности подготовила библиографию музыкальных произведений на слова Тютчева. В той же серии вышел сборник А. А. Фета «Вечерние огни», с примечаниями Н. Н. Грамолиной.
С 1970 по 2020 годы работала в музее-заповеднике В. Д. Поленова, с 1990 по 2011 год — в должности директора музея. На посту директора занималась капитальным ремонтом, реконструкцией основных объектов, построек, зданий усадьбы, созданием поселка для сотрудников, восстановлением утраченных насаждений мемориального поленовского парка, а также реставрацией Церкви Св. Троицы в селе Бёхове. С целью популяризации творческого наследия художника В. Д. Поленова руководила подготовкой и сбором документов, фотографий для издания юбилейного путеводителя по музею В. Д. Поленова (1999), Каталога живописи музея, альбома «Поленово», буклетов-каталогов к музейным выставкам. Организовала многочисленные выставки в Российских центрах науки и культуры за рубежом: в Болгарии, Чехии, Греции, Финляндии, Германии и др.
Все крупные события и преобразования в жизни музея за последние полвека связаны с её инициативами и её «неукротимым нравом». Её называют «живой легендой тульской земли и эталоном преданности долгу и делу». Именно при её непосредственном участии музей «Поленово» получил статус заповедника и расширил свою территорию до 870 га. С установлением охранной зоны музея, зоны регулируемой застройки и зоны охраняемого природного ландшафта, возник конфликт с местными жителями. В результате, благодаря непримиримой позиции Н. Н. Грамолиной, знаменитый поленовский пейзаж остался нетронутым.
В 2007—2009 годы Н. Н. Грамолина принимала активное участие в разработке концепции экономического и культурного развития Заокского района Тульской области и Тарусского района Калужской области.
В ноябре 2011 года на посту директора музея её сменила Наталья Фёдоровна Поленова. Грамолина стала заместителем директора по научной работе. При её участии в 2016 году полностью восстановлено и введено в эксплуатацию здание школы в селе Страхово, построенной В. Д. Поленовым в 1911 году, с приспособлением его под Центр детского творчества. С октября 2017 года она является главным хранителем заповедника В. Д. Поленова в отделе по сохранению историко-культурного наследия. Наталья Николаевна продолжает и развивает мемориальную и просветительскую традиции поленовского дома-музея. Большое внимание она уделяет работе с детьми: в течение восьми лет по её инициативе и ею непосредственно проводился эксперимент по эстетическому воспитанию в сельской школе, на базе Страховской средней школы им. В. Д. Поленова, по программе Б. М. Неменского. Она руководит детским «Театром новогодней ёлки» при музее, а также возродила взрослый театр, который олицетворяет собой поленовскую традицию народного театра.
Выступала на различных культурных площадках, на телевидении, радио, в прессе. Кроме авторских лекций на различных предприятиях Тульской области, ездила делиться своим опытом во многие регионы России. Так в октябре 2017 года Наталья Николаевна выступала с лекцией перед личным составом на новейшем корвете «Совершенный» Тихоокеанского флота в рамках первой Дальневосточной конференции региональных музеев, которая проходила во Владивостоке. В сентябре 2019 года Н. Н. Грамолина приняла участие в двухдневном всероссийском научно-практическом форуме «Прикамское собрание» в Сарапуле, отметив с коллегами 110-летний юбилей старейшего музея Удмуртской Республики — Сарапульского музея-заповедника.
Занималась восстановлением крестов на могилах Д. В. Поленова и М. А. Поленовой (родителей В. Д. Поленова) на Новодевичьем кладбище в Санкт-Петербурге.
На протяжении нескольких лет она вела переговоры по восстановлению Поклонных Крестов, сделанных по проекту Поленова в Маньчжурии, в местах основных сражений русско-японской войны. В октябре 2019 года, совместно с В. А. Шалаем, директором Музея истории Дальнего Востока имени В. К. Арсеньева, Н. Н. Грамолина направилась в экспедицию в эти места, что положило начало большой работе по восстановлению доброй памяти солдат и офицеров, погибших в те годы.
В декабре 2019 года она приняла участие в литературной встрече в центре имени А. И. Солженицына в Париже (Франция), где вместе с актёром Вениамином Смеховым читала по ролям переписку молодого художника Василия Поленова с членами семьи.
Содействовала всестороннему сотрудничеству между музеем В. Д. Поленова и Национальным художественным музеем Республики Беларусь. В том числе, благодаря её усилиям, в 2019 году был подписан Договор о развитии культуры и искусства в Российской Федерации и Республике Беларусь.
Принимала участие в работе Общественной Палаты Тульской области в Комитете по вопросам развития культуры и сохранению духовного наследия.
Скончалась 18 октября 2020 года в своём доме в Поленово после тяжёлой болезни. Похоронена в семейном некрополе Поленовых на Бёховском кладбище. В память об экс-директоре музея планируется создание сквера в Туле, который будет назван её именем, и открытие мемориальной доски на фасаде здания Поленовского подворья.

## Награды и звания
- 1991 — Заслуженный работник культуры РСФСР (15 января 1991 года) — за заслуги в области советской культуры и многолетнюю плодотворную работу[16].
- 2002 — Медаль ордена «За заслуги перед Отечеством» II степени (4 октября 2002 года) — за многолетнюю плодотворную деятельность в области культуры и искусства, большой вклад в укрепление дружбы и сотрудничества между народами[17][18].
- 2005 — Благодарность Министра культуры и массовых коммуникаций Российской Федерации (7 декабря 2005 года) — за высокий профессионализм в работе при подготовке материалов к рассмотрению на заседании Правительства Российской Федерации 1 декабря 2005 г. вопроса «О мерах государственной поддержки музеев-заповедников и историко-культурных заповедников» [19].
- 2012 — Медаль ордена «За заслуги перед Отечеством» I степени (1 сентября 2012 года) — за большие заслуги в развитии отечественной культуры и искусства, многолетнюю плодотворную деятельность[20].
- 2020 — Орден Почёта (21 сентября 2020 года) — за большой вклад в развитие отечественной культуры и искусства, многолетнюю плодотворную деятельность[21].